# Мандрица
Мандрица је село у јужној Бугарској. Налази се у општини Ивајловграда, Хасковска област, пре в Крџалијска област.
Мандрица је надалеко позната као једино албанско село у Бугарској. То је једино насеље у Бугарској у коме неки становници говоре албански језик. Сви такође говоре бугарски. У том смислу је веома драгоцено јер су многа велика и значајна бугарска насеља била арнаутска у прошлости још од 16. века.
Прва имена са епитетом "арнаут" у бугарским земљама датирају из периода непосредно након завршетка средњовековног Краљевства Албаније. Значајно је да је већина "албанаца" у то време носила бугарско-славенска имена. Насеља у данашњој Бугарској с тзв. популација Арнаута била је:
1. Арбанаси (Велико Трново);
2. Копиловци;
3. Црвена вода;
4. Пороиште, одакле потиче отац Василија Лупуа;
5. Добрина;
6. Девња;
7. Софија у 17. веку;
8. Горнослав (Горња Арбанаса);
9. Доња Арбанаса;
10. Кратово - данас на територији Републике Македоније, чији се становници постфактички сели у велики број у Ћустендил.[2]